# Van Bergen (klokkengieterij)
Van Bergen was een Nederlandse klokkengieterij, actief tussen 1795 en 1980.

## Geschiedenis

### Midwolda (1795 - 1970)
In 1789 vestigde zich de timmerman Andries Heero I van Bergen (1768 - 1847) in Midwolda. Hij vond daar werk in een timmerwerkplaats. Later stapte hij over naar een smederij. Het lijkt niet onwaarschijnlijk dat toen in 1791 de Oost-Friese klokkengieters Claude Fremy (1729 - 1792) en Mammeus Fremy Heidefeld (1748 - 1806) een klok te Midwolda goten, Van Bergen voor het eerst met het klokkengieten in aanraking kwam. In elk geval is het zeker dat hij met beiden samenwerkte en later ook met Claude's zoon Mammeus Fremy (1762 - 1837). Geheel zelfstandig goot Van Bergen in 1795 zijn eerste klok. Na aanvankelijke mislukkingen werd hij allengs een ervaren gieter, die in zijn sterfjaar 1847 zelfs 148 klokken goot, een niet gering aantal voor die tijd. Ook hield hij zich een enkele keer met een beiaard bezig, zonder veel succes overigens. Niettemin moest hij bijverdienen hetgeen hij deed met een kruidenierswinkel annex tapperij.
Opvolger werd zijn zoon Udo Andries van Bergen (1800 - 1879), die na verloop van tijd meer werk in het maken van brandspuiten vond dan in het gieten van klokken. Deze overgang was niet vreemd, omdat het maken van brandspuiten bijzonder veel geelgieterswerk vraagt.
De gieterij werd in 1853 nieuw leven ingeblazen door zijn zoon Andries Heero II van Bergen (1835 - 1913). Hij werkte daar tot 1862 en verhuisde dan naar Heiligerlee. Na onenigheid keerden diens broers Berend (1844 - 1908) en Heero Andries (1846-1906) van Bergen naar Midwolda terug en stichtten aldaar in 1871 een eigen klokkengieterij met brandspuitenfabriek onder de naam Concordia. De naam is afkomstig uit het toen populaire gedicht Das Lied von der Glocke van Friedrich Schiller. De klokkengieterij aldaar is altijd klein gebleven, maar er werden uitstekende klokken gemaakt. De laatste klokkengieters waren de gebroeders Udo Andries (1883-1970) en Jacobus van Bergen (1886-1976). Ze waren de zonen van Berend en kleinzonen van Udo Andries die het glas niet kon laten staan. Udo Andries verliet de gieterij in 1950, zodat Jacobus de zaken alleen voortzette. Hij verkocht de gieterij op 1 januari 1956 aan de werknemer Wolbert Jacob Koek. Het was het begin van het einde, want de gieterij werd begin jaren zeventig uiteindelijk gesloten. Geen wonder, want zijn klokken waren slecht gegoten. Spottend sprak men over die klokkengieter die zoveel koek in zijn klokken doet. Na zijn vertrek uit Midwolda in 1950 heeft Udo Andries nog een vijftal klokken bij de Van Voorden Gieterij te Zaltbommel gegoten. Van een blijvende nieuwe klokkengieterij aldaar was dus geen sprake. Opgemerkt moet worden dat de dochter Wiea Jantina van Bergen (1917) van Udo Andries in 1940 getrouwd was met prof. dr. Ate Johannes Zuithoff (1912-2009), van 1952 tot zijn emeritaat in 1977 hoogleraar aan de TU Delft, die zich als metaalkundige verdienstelijk maakte bij het gieten van stalen klokken door de Demka te Utrecht, kort na de Tweede Wereldoorlog.

### Heiligerlee (1862-1980)
Andries Heero II van Bergen (1835 - 1913) was een ondernemend klokkengieter want in 1862 stichtte hij in Heiligerlee een nieuwe gieterij onder de naam Sint Paulinus. Aldaar werkten ook zijn broers Berend (1844-1908) en Heero Andries van Bergen. Maar zij kregen ruzie met elkaar. Daarom gingen zij in 1871 terug naar Midwolda om met hun vader Udo Andries de zaken onder de naam Concordia voort te zetten. Andries Heero II van Bergen bleef achter in Heiligerlee.
Eerst ging men nog roemrijke jaren tegemoet. In 1893 werd de leiding van de gieterij overgenomen door de zonen van Andries Heero II, Andries Heero III van Bergen (1865-1939) en zijn broer Udo Jurrien van Bergen (1869-1952) die overigens in 1904 vertrok en steenfabrikant werd. Het was eerstgenoemde gieter die in 1906 de beiaard van de Domtoren te Utrecht met twee valse basklokken uitbreidde. Deze zijn intussen al lang verwijderd.
In 1920 namen de zonen Hermannus Tjapko, Jan Jurrien en Andries Heero IV (1896-1981) de leiding over. Van dit drietal was laatstgenoemde veruit de belangrijkste. Andries Heero IV was het ook die in 1933 als eerste Nederlandse gieter weer met een zuiver gestemd klokkenspel op de markt verscheen. Het was het begin van een succesvolle periode, tot in Amerika toe. Maar na de oorlog zou het tij zodanig keren, dat zijn zoon Andries Heero V van Bergen (*1935) niet kon voorkomen dat het bedrijf in 1980 uiteindelijk gesloten moest worden. Thans is er het Klokkengieterijmuseum in gevestigd. In dit museum werd overigens gedurende een aantal jaren nog kleinere klokken gegoten, als ondersteuning van de financiën en als een attractie voor de bezoekers. De gieter was Simon Laudy die nu een eigen gieterij Reiderland te Beerta heeft.